# ۱ دقیقه
۱ دقیقه (به انگلیسی: 1 a Minute) فیلمی مستند درام محصول سال ۲۰۱۰ با موضوع سرطان پستان و به کارگردانی ناماراتا سینگ گوجرال است. در این فیلم بازیگرانی همچون الیویا نیوتن-جان، جاکلین اسمیت، ناماراتا سینگ گوجرال، کلی مک‌گیلس، ملیسا آتریج، باربارا موری، داین کارول، ویلیام بالدوین، دانیل بالدوین، ممتاز، پریا دات، لیسا ری، دیپاک چوپرا و مورگان بریتانی ایفای نقش کرده‌اند.